# Keralica
Genre
Keralica est un genre de limnoméduses (hydrozoaires) de la famille des Olindiidae.

## Taxonomie
Pour le WoRMS, ce taxon est un nomen dubium.

## Liste d'espèces
Selon World Register of Marine Species (3 février 2019) :
- Keralica idukkensis Khatri, 1984

## Publication originale
- (en) Khatri, 1984 : « Occurrence of a new freshwater medusa in Idukki Reservoir of Kerala, India ». Current Science, vol. 53, n. 6, pp. 335-336.